# 킹가 필립스

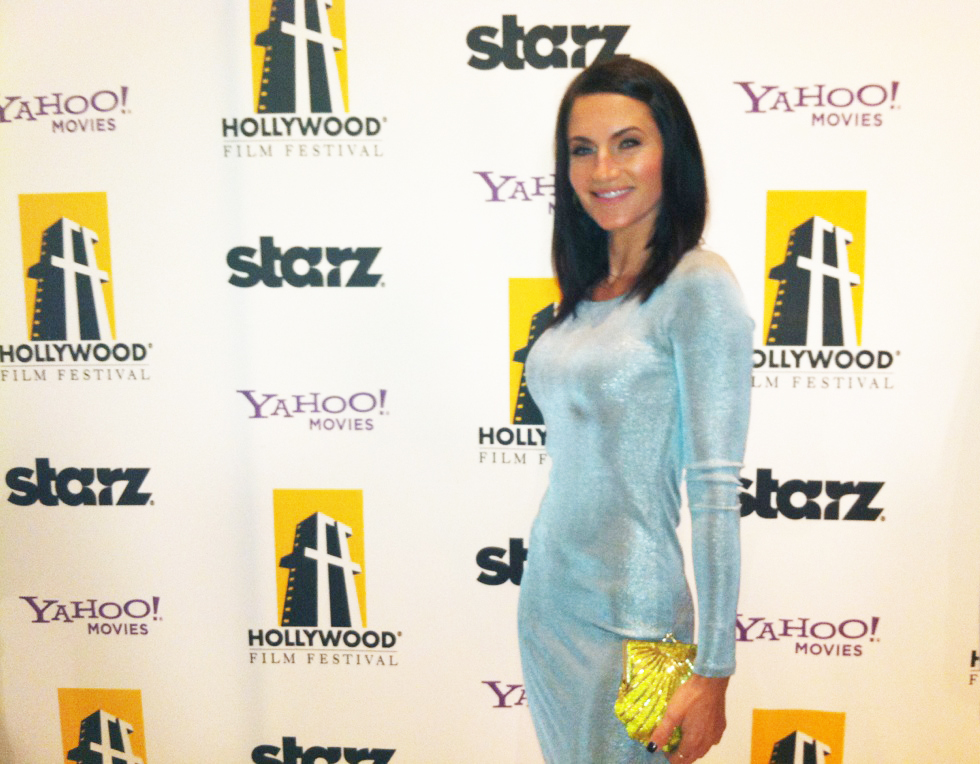

킹가 필립스(Kinga Philipps, 1976년 8월 16일 ~ )는 미국의 배우, 저널리스트, 텔레비전 배우, 영화배우이다.
바르샤바에서 태어났다.

## 영화
- 브로큰 프로미스 (2016년)
- 6 웨이 투 다이 (2015년)
- 터널: 다크니스 디센딩 (2014년) - 첼시 역
- 엘리시움 (2013년)
- 죽은 자의 시간 (2013년) - 안드리아 역
- 헤밍웨이 (2012년) - 레베카 헤밍웨이 역
- NCIS 로스앤젤레스 1 (2009년) - 헤더 역
- 커넥티드 (2007년)
- 오스틴 파워: 골드 멤버 (2002년)